# Bisdom Purwokerto
Het bisdom Purwokerto (Latijn: Dioecesis Purvokertensis) is een rooms-katholiek bisdom met als zetel Purwokerto, hoofdstad van het regentschap Banyumas, in Indonesië. Het bisdom is suffragaan aan het aartsbisdom Semarang. 

## Geschiedenis
Het bisdom werd opgericht op 25 april 1932, als de apostolische prefectuur Purwokerto, uit delen van het apostolisch vicariaat Batavia. Op 16 oktober 1941 werd het verheven tot apostolisch vicariaat. Op 3 januari 1961 werd het verheven tot bisdom en werd suffragaan aan het aartsbisdom Semarang.

## Parochies
Het bisdom had in 2021 een oppervlakte van 13.869 km2 en telde 15.966.516 inwoners waarvan 0,3% rooms-katholiek was.

## Ordinarii

### Prefecten
- Bernardo Visser (18 mei 1932 - 1941)

### Bisschoppen
- Willem Schoemaker (apostolisch vicaris: 31 mei 1950, bisschop: 3 januari 1961 - 17 december 1973)
- Paschalis Soedita Hardjasoemarta (17 december 1973 - 23 mei 1999)
- Julianus Kemo Sunarko (10 mei 2000 - 29 december 2016)
- Christophorus Tri Harsono (14 juli 2018 - heden)

## Galerij van afbeeldingen

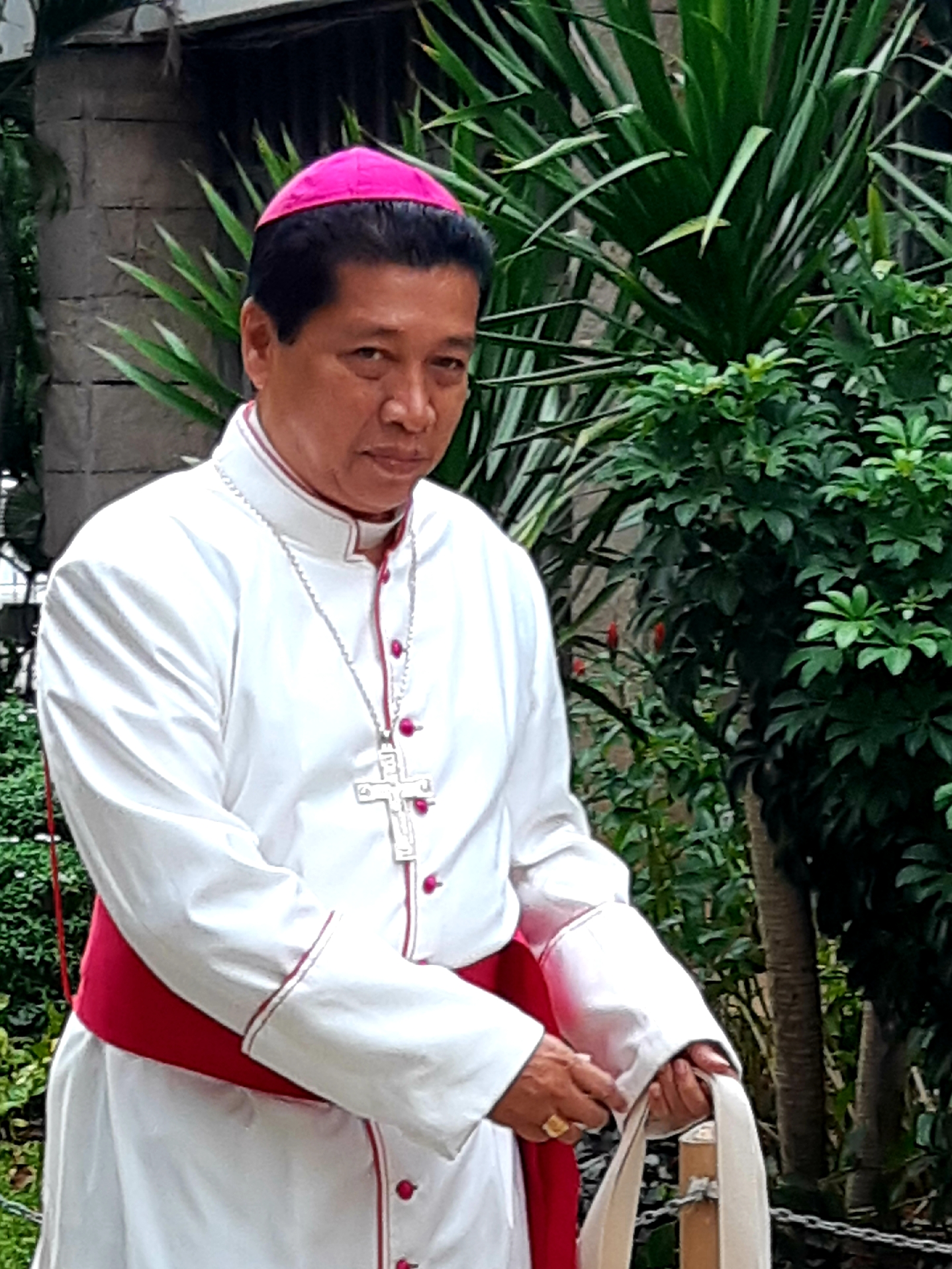
Bisschop Christophorus Tri Harsono (2018-heden)
Kerkprovincie met aartsbisdom en suffragane bisdommen
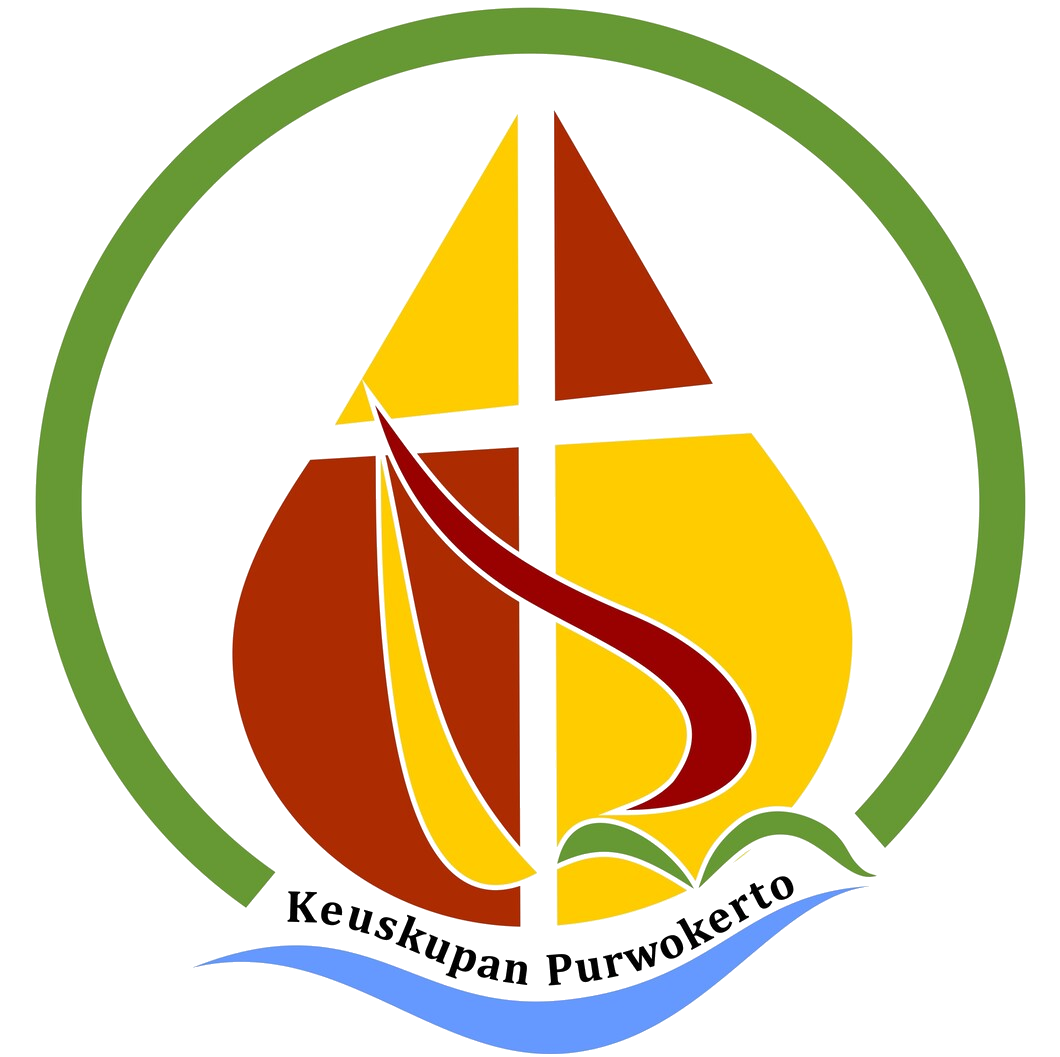
Logo van het bisdom

Semarang (aartsbisdom) · Malang · Purwokerto · Surabaya